# Семашко, Антони
Анто́ни Сема́шко (пол. Antoni Siemaszko; 1861—1924) — польский актёр и режиссёр.

## Биография
Дебютировал в 1879 году на сцене варшавского театра в пьесе Ю. Крашевского «Коса и камень». Позже выступал на провинциальных подмостках.
В 1881—1882 — артист варшавских правительственных театров, затем выступал в Санкт-Петербурге, Кракове, Львове и Варшаве. В театральных сезонах 1885—1893, 1894—1900 и 1909—1914 — актёр краковского театра. В 1894 поставил пьесу «Mąż w powijakach» на сцене Львовского театра Скарбека (ныне Украинский драматический театр имени Марии Заньковецкой).
Участник первой мировой войны. Сражался в составе польских легионов. Награждён крестом Храбрых.
После окончания войны в 1918—1919 — актёр Польского театра в Лодзи, а в 1919—1923 — Польского театра в Варшаве.
Похоронен на Повонзковском кладбище в Варшаве (kw. 235 rz. 1 m. 8).

## Избранная фильмография
С 1913 снимался в кино.
- 1913 — Приключения пана Антония / Przygody pana Antoniego — пан Антоний (главная роль)
- 1921 — Пан Твардовский / Pan Twardowski — старый боярин
- 1922 — Царь Дмитрий Самозванец / Car Dymitr Samozwaniec
- 1922 — Габби Золотая кровать / Gabby Złote Łóżko
- 1923 — Корчма на распутье / Karczma na rozdrożu